# 撈刀河街道
撈刀河街道（ろうとうがかいどう）は中華人民共和国湖南省長沙市開福区の街道弁事処。

## 行政区画
- 撈刀河社区
- 高嶺社区
- 中嶺社区
- 鳳羽村
- 白霞村
- 羅漢荘村

## 歴史
撈刀河街道をすくう前は長沙県北山区の高嶺郷だった。1995年、高嶺鄉、沙坪郷を母体に新制「撈刀河鎮」として発足。1996年、撈刀河鎮は長沙県から開福区に編入された。2013年、撈刀河街道、沙坪街道として分離独立。

## 地理
撈刀河街道は長沙市北部に位置し、西北は秀峰街道、望城区と、東南は北山鎮と、南は芙蓉区とそれぞれ接している。
- 河川：撈刀河、瀏陽河

## 交通

### 鉄道
- 京広線：撈刀河駅（中国語版）

## 観光
- 鉄炉寺